# 글로리아 (드라마)
《글로리아》(Gloria)는 2010년 7월 31일부터 2011년 1월 30일까지 방송된 문화방송의 주말드라마이다. 추억 속으로 나이트클럽에서 일하는 사람들의 소박하지만 치열한 삶의 현장을 담아내었다.

## 역대 방송시간
| 방송 채널 | 방송 기간                          | 방송 시간                     | 방송 분량  |
| --------- | ---------------------------------- | ----------------------------- | ---------- |
| MBC       | 2010년 7월 31일 ~ 2010년 10월 31일 | 주말 저녁 7시 55분 ~ 8시 55분 | 1시간      |
| MBC       | 2010년 11월 6일 ~ 2011년 1월 30일  | 주말 밤 8시 40분 ~ 9시 50분   | 1시간 10분 |

## 등장인물

### 주요 인물
- 배두나 : 나진진(30세) 역

교통사고로 5살 지능을 가졌던 언니 진주를 돌보기 위해 밤에는 나이트클럽 추억속으로에서 가방 담당으로, 낮에는 세차장에서 일한다. 다른 밴드로 이직한 가수를 대신해서 립싱크로 노래를 부르다. 노래에 흥미를 가지며 더블샵 엔터테인먼트의 노래 선생(가수 이상우)에게 사사받는다.
- 이천희 : 하동아(30세) 역

나이트클럽 추억속으로의 기도. 사고로 죽은 형의 보상금까지 챙겨 떠난 형수가 맡겨놓은 조카 하어진을 잘 키우려고 노력한다. 정윤서를 마음에 두고 있어 화냈을 일도 원만하게 해결한다. 후에 치킨집을 열어 아버지 하만수, 오순녀 할머니와 같이 일하고 있다.
- 서지석 : 이강석(30대 중반) 역

더블샵 엔터테인먼트 사장. 노숙한 최지영 실장과 갈등을 겪는다. 재벌가에서 첩의 자식으로 태어난 순간부터 인생은 투쟁이며 눈치보기였지만 야심가로, 아버지로부터 사업적인 재능을 인정받기 위해 더블샵 엔터테인먼트의 몰락을 막으려고 한다. 진진과는 연인 사이다.
- 소이현 : 정윤서(20대 중반) 역

재벌가 첩의 자식. 완고한 할아버지 때문에 아버지의 호적에 오르지 못한다. 발레를 공부했으나 부상으로 그만 둔다. 위선적인 부르주아들과는 달리 순수한 프롤레타리아인 동아를 마음에 두는데, 오순녀 할머니는 잠깐 마음이면 동아를 그냥 두라고 조언한다. 하지만 동아와 서로의 감정을 확인하고 사랑이 깊어지면서 로마 가톨릭교회에서 조촐하게 결혼식을 올린다.

### 진진네
- 오현경 : 나진주(40세) 역

진진의 언니. 왕년에 알아주던 가수였지만, 교통사고로 인해 5살 지능의 지적장애인이 된다. 나이트클럽에서 장미 장사를 했다. 과거가 드러날 것을 두려워한 이지석에게 납치 감금되었다가 시골 버스 정류장에서 발견된다. 뇌 수술을 받은 후에는 나이트클럽에서 노래를 부른다.

### 강석네
- 이종원 : 이지석(40대 중반) 역

이준호 회장의 장남. 이강석의 이복형. 모든 것을 가지고 태어나 결핍이라는 걸 모르고 자란 탓에 원하는 것은 무조건 가져야 한다. 20대 초반에 정략결혼을 했고, 회사 광고 모델인 신인 가수 나진주와 짧은 사랑을 했다. 그런데 아내는 죽고, 진주는 교통사고로 지적 장애인되지만 죄의식이란 게 없다. 그리고 귀국 길에 같은 비행기에 탔던 정윤서를 만나면서 내심 안정된 삶을 꿈꾸며 결혼을 시도한다. 윤서는 달가워하지 않지만, 신분 상승 욕구가 강한 윤서의 어머니는 지석이 어떤 인물인지 모르면서도 그를 마음에 들어한다.
- 연규진 : 이준호(60대) 역

이강석의 아버지. 대대로 재력가인 집안의 아들로 태어나 젊은 나이에 사랑도 없이 명문가의 딸 송씨와 결혼한다. 하지만 사랑하는 여정난과의 사이에서 강석을 낳고, 그 아이가 애비없는 자식이라고 비난을 받을까봐 정난을 설득해 데려다 키운다. 30년이 지난 지금도 정난을 그리워하여 근처에서 맴돈다.
- 성병숙 : 송 여사(60대) 역

이준호 회장의 아내. 이지석의 어머니. 자신을 사랑하지 않는 남편과의 불행한 결혼 생활로 아들 지석에 대한 집착이 크다. 밖에서 데려온 남편의 자식 강석에 대해 불신한다. 겉으로는 점잖아 보이지만, 정난에게는 독설을 내뱉는 위선적인 인물이다.
- 나영희 : 여정난(50대 후반) 역

이강석의 어머니. 왕년에 인기 가수였으나 이준호 회장과의 사랑 때문에 대중들에게 떠나 나이트클럽 추억속으로에서 활동한다. 이준호 회장과의 이루어질 수 없는 사랑을 아쉬워하며 아들 강석의 냉대와 본처 송씨의 독설이 주는 정신적인 고통과 싸우며 살아간다. 노래 연습실이 없는 열악한 환경에도 진진에게 노래를 가르친다. 사랑에 실패한 터라 이성에 대한 사랑과 책임감을 아들 지석이 가지길 바랐는데, 그런 마음을 가지고 진진과 사귀는 걸 보면서 기뻐한다.

### 동아네
- 천보근 : 하어진(10세) 역

하동아의 조카. 나진주의 친구. 엄마가 아빠 사고 보상금까지 챙겨 도망갔다는 사실을 모른 채 오로지 미국행 비행기 표를 사겠다는 일념으로 돈을 모은다.
- 한진희 : 하만석(50대) 역

하동아의 아버지. 진주의 과거를 알고 있어 이지석은 깡패를 동아네가 운영하는 치킨집에 보내 행패를 부린다. 진주가 정신이 돌아오자 과거에 대해 말해준다.
- 정규수 : 하만수(50대) 역

하동아의 아버지. 진주의 과거를 알고 있어 이지석은 깡패를 동아네가 운영하는 치킨집에 보내 행패를 부린다. 진주가 정신이 돌아오자 과거에 대해 말해준다.

### 윤서네
- 정소녀 : 정윤서의 어머니(50대) 역

화류계 출신이라는 소문을 극구 부인한다. 상류 사회에 편입했다는 사실에 대단한 자부심을 가지고 있으며, 처세술에 능해야 한다는 재벌가의 안주인 행세에도 능수능란하다. 병든 본처가 죽으면 그 자리를 자신이 차지할 수 있다는 욕망을 품고 있다. 하지만 이런 성격에 딸 정윤서를 더욱 암담하게 만든다.
- 김기현 : 정 회장(60대) 역

정윤서의 아버지. 호방한 성격과 집안의 재력을 배경으로, 사내가 호색하는 것은 부끄러운 일이 아니라는 인생관을 가지고 있다. 혼외 자식은 다행히 윤서 뿐이지만 아직도 건재한 아버지의 그늘을 벗어나지 못해 윤서를 호적에 올리지 못하고 있다. 아버지가 돌아가시면 윤서 앞으로 제대로 한몫 떼어줄 계획을 가지고 있다.

### 나이트클럽 추억속으로
- 이영하 : 정우현(50대) 역

클럽 사장. 젊은 시절 짝사랑하면서 한번도 고백한 적이 없는 여정난과 잠시 듀엣 활동한 경력이 있다. 악착같이 모은 돈으로 나이트클럽을 열었으나, 하루가 다르게 손님이 줄어가는 형편이라 매달 월세 내는 것도 빠듯한 실정이다. 다 정리하고 시골에 내려가고 싶기도 하지만, 가끔 무대에 올라 노래를 부르며 느끼는 희열을 포기할 용기가 없다.
- 이성민 : 손종범(40대 중반) 역

클럽 메인 MC이자 지배인. 젊은 시절 잠시 신인 가수 나진주의 로드 매니저를 했으며 노릇을 한 적이 있다. 매우 아름답고 빛났던 진주를 첫사랑으로 마음에 품었고, 어느 날 갑자기 사고로 다른 사람이 되어버린 그녀가 더욱 가슴이 아프다. 진주가 멀쩡해지자 진주씨라고 부르며 옛날의 감정을 되살린다.
- 김병춘 : 이윤배(40대) 역

클럽 밴드 마스터. 어떤 상황에서도 즉석에서 작곡해내는 비범한 재주를 가지고 있지만 인정받지 못하는 불행한 기타 리스트이다. 퇴물 신세이면서도 한번 가수는 영원한 가수라며 자신의 거친 목소리는 여인들에게 심금을 울린다고 굳게 믿으며 살고 있는 영원한 로맨티스트이다. 가수는 악기도 다룰 수 있어야 한다며 진진에게 기타 연주를 가르친다.
- 최재환 : 박동철(20대) 역

클럽 웨이터. 동아의 오른팔이라고는 하지만 여기저기 참견이 많은 클럽의 마스코트이다. 의리파인 동아가 멋있어서 늘 함께 다닌다. 클럽 댄서 미나를 짝사랑하지만 동아를 좋아하는 미나 때문에 언제나 애를 태운다.
- 조향기 : 태순 역

클럽 댄서. 연예인이 되겠다는 청운의 꿈을 안고 시골에서 상경했지만 뜻대로 되지 않아 지금은 클럽에서 댄서로 일한다. 그 동안 벌어놓은 돈을 오빠가 모두 들고 사라지자 부모를 다시 시골에 내려보내고 순녀네 집에서 얹혀산다. 짝사랑하는 사장 정우현에게 나타난 여정난이 신경쓰이기만 한다.
- 하연주 : 유미나(20대) 역

클럽 댄서. 귀여운 외모와 섹시한 몸매로 클럽에서 최고의 인기를 끌고있다. 동철의 열렬한 구애를 받지만 마음 속으로는 오로지 동아 뿐이다. 불량배들에 의해 섬에 팔려갈 뻔했을 때 자신을 몸바쳐 구해준 동아가 유일한 사랑이라 생각한다. 동아가 자신에게 무관심한 것은 그가 감정 표현에 서툴기 때문이라고 굳게 믿고 있다.
- 이종박 : 대박 역

클럽 대표 가수. 항상 '누나는 짱'을 외치며 아줌마 팬들에게 팁을 받아내는데 천부적인 재주를 지닌 뼛속까지 생계형 가수. 10원이라도 더 준다는 곳을 찾아 매번 오디션을 보지만 번번이 떨어지고 클럽으로 다시 돌아온다. 언젠가 자신의 이름처럼 대박칠 한 방을 꿈꾸며 하루하루를 무대에 오른다.

### 주변 인물
- 김영옥 : 오순녀(70대) 역

나이트클럽 앞 포장마차 주인이자 추억속으로 식구들이 사는 하숙집 주인. 억척스러운 성미에 얼굴은 심술이 가득하고 입에선 비평가 못지 않는 직설적인 독설을 내뱉지만, 자기 한 몸 먹고 살기조차 힘든 냉혹한 세상에 진주, 진진 자매에게 관심을 가질 만큼 정이 많다. 진주가 멀쩡해지자 지금 죽어도 여한이 없겠다며 기뻐했다. 지금은 동아네와 치킨집을 같이 한다.
- 박현숙 : 최지영(40대) 역

더블샵 엔터테인먼트 실장. 20년이나 일한 연예계의 베테랑으로, 우연히 놀러간 나이트클럽 추억속으로에서 만난 나진주를 가수로 키울 마음을 먹는다. 이강석이 진진에게 흑심을 품자 혹시라도 진진이 상처를 받을까봐 걱정하며 조언을 하는 등 진진의 후원자 노릇을 한다.
- 이도경 : 술집 주인 역
- 함진성 : 동아 패거리 역
- 박신우 : 영태 역

### 특별출연
- 임시완 : 가수 준비생 역 (11회, 14회)
- 송귀현 : 하어진의 아빠 역 (1회, 50회)
- 김정하 : 하어진의 엄마 역 (1회, 50회)

## 시청률
최저 시청률과 최고 시청률은 시청률 조사회사와 지역별로 시청률에 차이가 있을 수 있습니다.
| 2010년      | 2010년      | 2010년         | 2010년       | 2010년         | 2010년       |
| 회차        | 방송일      | TNmS 시청률    | TNmS 시청률  | AGB 시청률     | AGB 시청률   |
| 회차        | 방송일      | 대한민국(전국) | 서울(수도권) | 대한민국(전국) | 서울(수도권) |
| ----------- | ----------- | -------------- | ------------ | -------------- | ------------ |
| 제1회       | 7월 31일    | 9.8%           | 10.3%        | 8.0%           | 8.9%         |
| 제2회       | 8월 1일     | 8.3%           | 8.8%         | 7.0%           | 8.0%         |
| 제3회       | 8월 7일     | 9.6%           | 10.2%        | 9.9%           | 11.4%        |
| 제4회       | 8월 8일     | 8.8%           | 9.3%         | 8.1%           | 8.8%         |
| 제5회       | 8월 14일    | 9.6%           | 10.5%        | 8.6%           | 9.6%         |
| 제6회       | 8월 15일    | 9.4%           | 9.4%         | 8.3%           | 9.1%         |
| 제7회       | 8월 21일    | 9.0%           | 10.1%        | 8.4%           | 9.3%         |
| 제8회       | 8월 22일    | 8.8%           | 9.6%         | 8.3%           | 9.1%         |
| 제9회       | 8월 28일    | 9.9%           | 10.3%        | 8.5%           | 9.6%         |
| 제10회      | 8월 29일    | 9.7%           | 10.5%        | 9.2%           | 10.2%        |
| 제11회      | 9월 4일     | 7.4%           | 7.8%         | 8.2%           | 8.6%         |
| 제12회      | 9월 5일     | 9.4%           | 10.4%        | 9.6%           | 10.7%        |
| 제13회      | 9월 11일    | 9.3%           | 10.0%        | 8.5%           | 9.0%         |
| 제14회      | 9월 12일    | 8.8%           | 9.9%         | 9.0%           | 10.1%        |
| 제15회      | 9월 18일    | 8.7%           | 9.3%         | 7.7%           | 8.4%         |
| 제16회      | 9월 19일    | 8.7%           | 9.4%         | 9.0%           | 9.2%         |
| 제17회      | 9월 25일    | 10.2%          | 11.1%        | 9.3%           | 9.7%         |
| 제18회      | 9월 26일    | 8.5%           | 9.1%         | 8.7%           | 9.3%         |
| 제19회      | 10월 2일    | 8.3%           | 9.1%         | 9.1%           | 9.9%         |
| 제20회      | 10월 3일    | 8.7%           | 9.4%         | 9.8%           | 10.9%        |
| 제21회      | 10월 9일    | 8.9%           | 9.3%         | 8.5%           | 9.3%         |
| 제22회      | 10월 10일   | 9.8%           | 10.7%        | 9.1%           | 9.8%         |
| 제23회      | 10월 16일   | 9.8%           | 10.5%        | 8.3%           | 9.0%         |
| 제24회      | 10월 17일   | 9.2%           | 10.1%        | 8.7%           | 9.2%         |
| 제25회      | 10월 23일   | 8.2%           | 8.8%         | 8.4%           | 9.1%         |
| 제26회      | 10월 24일   | 8.1%           | 8.6%         | 8.6%           | 9.4%         |
| 제27회      | 10월 30일   | 9.2%           | 10.4%        | 7.8%           | 8.0%         |
| 제28회      | 10월 31일   | 9.8%           | 10.4%        | 8.7%           | 9.2%         |
| 제29회      | 11월 6일    | 9.8%           | 10.8%        | 10.5%          | 11.9%        |
| 제30회      | 11월 7일    | 10.6%          | 12.0%        | 9.8%           | 10.8%        |
| 제31회      | 11월 14일   | 8.5%           | 9.3%         | 9.8%           | 11.1%        |
| 제32회      | 11월 28일   | 6.7%           | 7.5%         | 7.5%           | 8.3%         |
| 제33회      | 12월 4일    | 7.6%           | 8.4%         | 8.0%           | 8.8%         |
| 제34회      | 12월 5일    | 8.0%           | 8.6%         | 8.2%           | 8.7%         |
| 제35회      | 12월 11일   | 6.9%           | 7.5%         | 7.4%           | 8.5%         |
| 제36회      | 12월 12일   | 7.1%           | 7.6%         | 8.0%           | 8.5%         |
| 제37회      | 12월 18일   | 7.4%           | 8.5%         | 7.4%           | 7.5%         |
| 제38회      | 12월 19일   | 7.3%           | 7.6%         | 7.8%           | 8.1%         |
| 제39회      | 12월 25일   | 6.8%           | 7.0%         | 7.9%           | 8.1%         |
| 제40회      | 12월 26일   | 8.6%           | 9.4%         | 9.6%           | 10.6%        |
| 2011년      |             |                |              |                |              |
| 제41회      | 1월 1일     | 8.3%           | 11.3%        | 11.2%          | 12.5%        |
| 제42회      | 1월 2일     | 9.1%           | 11.8%        | 11.7%          | 13.6%        |
| 제43회      | 1월 8일     | 9.8%           | 12.7%        | 12.0%          | 13.2%        |
| 제44회      | 1월 9일     | 10.2%          | 13.4%        | 12.3%          | 13.6%        |
| 제45회      | 1월 15일    | 11.1%          | 13.6%        | 12.6%          | 14.9%        |
| 제46회      | 1월 16일    | 11.1%          | 13.3%        | 13.5%          | 15.7%        |
| 제47회      | 1월 22일    | 9.3%           | 11.2%        | 11.5%          | 13.3%        |
| 제48회      | 1월 23일    | 9.6%           | 11.8%        | 11.2%          | 13.4%        |
| 제49회      | 1월 29일    | 10.3%          | 12.7%        | 12.8%          | 15.3%        |
| 제50회      | 1월 30일    | 9.9%           | 12.3%        | 11.4%          | 13.5%        |
| 평균 시청률 | 평균 시청률 | 9.0%           | 10.0%        | 9.3%           | 10.3%        |

## 경쟁 프로그램
- 이웃집 웬수 (SBS)
- 웃어요, 엄마 (SBS)
- 결혼해주세요 (KBS 2TV)
- 사랑을 믿어요 (KBS 2TV)

## 결방
- 2010년 11월 13일 : 7시부터 2010년 아시안 게임 야구예선 <한국 VS 대만> 중계 편성[4]
- 2010년 11월 20일 : 7시 55분부터 2010년 아시안 게임 여자 축구 준결승전 <한국VS 북한> 중계 편성[5]으로 뒷시간대 드라마 욕망의 불꽃과 동시 결방
- 2010년 11월 21일 : 2010년 아시안 게임 중계 편성[6]
- 2010년 11월 27일 : 2010년 아시안 게임 폐회식 중계 편성 관계로 뒷시간대 드라마 욕망의 불꽃과 동시 결방[7]

## 참고 사항
- 출연료 미지급 문제로 인해 2010년 9월 2일부터 촬영 거부에 들어갔었다.[8]
- 지상파 드라마 부문 선정성 4위[9] 외에도 2010년 후반기 주말드라마의 저속한 언어표현 1위[10]에 선정되는 불명예를 안아야 했다.
- 해당 드라마의 이름과 같은 이름을 가진 노래인 글로리아(Gloria)는 원곡 가수인 움베르토 토치(영어판)의 노래가 로라 브래니건을 거쳐 다시 선민과 배두나까지 개사 처리된 노래로 보이게 되며 비교 대상의 곡을 봐도 음율은 선민 것이 더 부드러운 것으로 보인다.